# Hamani Diori
(El-Hadj) Hamani Diori (Soudouré, 6 juni 1916 – Rabat (Marokko), 23 april 1989) was van 1960 tot 1974 president van Niger.

## Biografie
Diori was afkomstig uit de Djerma-bevolkingsgroep. Hij volgde opleidingen in Niger, Benin en Senegal. Hij was daarna werkzaam als leraar in het onderwijs.
In 1946 was hij medeoprichter van de Progressieve Partij van Niger (PPN), de Nigerese afdeling van de Rassemblement Démocratique Africain (RDA) van Felix Houphouët-Boigny, een vooraanstaand Ivoriaans politicus. Hij werd voor de PPN in de Franse Nationale Vergadering (Frankrijk) gekozen (Niger was toen nog een Franse kolonie.) Hij kwam in conflict met zijn neef Djibo Bakary, die tevens lid was van het parlement. Bakary richtte de Democratische Unie op, die zich sterk tegen Diori kantte. Bakary werd niet in het parlement gekozen voor de Democratische Unie.
In 1958 verkreeg Niger na een referendum een verregaande mate van autonomie. Djibo Bakary werd hoge commissaris van Niger, maar deze laatste moest reeds hetzelfde jaar het veld ruimen voor Diori. In 1959 werd Diori premier van Niger. Bakary ging in ballingschap en ageerde vanuit zijn ballingsoord tegen het regime van Diori.

## Als president
In 1960 werd Niger een onafhankelijke republiek, maar bleef nauwe banden handhaven met Frankrijk. Hamani Diori werd tot president van de republiek gekozen en bepaalde dat de PPN voortaan de enige legale partij werd. Diori voerde een gematigd beleid, gericht op vrede en vooruitgang. Hij was bekend als een pro-Frans president. Diori raakte bekend door zijn bemiddelende rol in internationale conflicten.
In 1965 vond er een mislukte aanslag op zijn leven plaats. Het is onduidelijk wie hierachter zat.
In de jaren zestig en zeventig knoopte Diori nauwe banden aan met Ivoorkust met als uiteindelijk doel een federatie te stichten van neutrale West-Afrikaanse staten. Hij stond op zeer goede voet met geestverwant Félix Houphouët-Boigny, de Ivoriaanse president.
In 1974 pleegden militairen onder leiding van Seyni Kountché een coup en brachten Diori ten val. Hij werd tot zes jaar gevangenisstraf veroordeeld. Na zijn vrijlating leefde hij tot 1987 onder huisarrest. Later woonde hij in Marokko, waar hij in 1989 overleed.
Na de democratisering van Niger begin jaren negentig werd de PNN nieuw leven ingeblazen door Diori's zoon Abdoulaye Hamani Diori.